# 7 (album av Sanna Nielsen)
7 är ett studioalbum av Sanna Nielsen, utgivet den 30 juni 2014.

## Låtlista
| 1.           | Skydivin                |                                                                             | 3:34  |
| 2.           | Breathe                 |                                                                             | 3:30  |
| 3.           | Rainbow                 | Ina Wroldsen, Per Magnusson, David Kreuger                                  | 3:58  |
| 4.           | Undo                    | Fredrik Kempe, David Kreuger, Hamed "K-One" Pirouzpanah                     | 3:09  |
| 5.           | All About Love          |                                                                             | 3:25  |
| 6.           | Trouble                 |                                                                             | 3:34  |
| 7.           | Ready                   | Per Magnusson, David Kreuger, Fredrik Kempe, Sharon Vaughn                  | 3:51  |
| 8.           | You First Loved Me      | Per Magnusson, David Kreuger, Fredrik Kempe, Sharon Vaughn, Kimberley Walsh | 3:35  |
| 9.           | Undo (akustisk version) | Fredrik Kempe, David Kreuger, Hamed "K-One" Pirouzpanah                     | 3:18  |
| Total längd: | Total längd:            | Total längd:                                                                | 30.55 |

## Listplaceringar
| Lista (2014) | Topplacering |
| ------------ | ------------ |
| Sverige      | 1            |